# Ткаченко, Моисей Михайлович
Моисей Михайлович Ткаченко (укр. Мусій (Мойсей) Михайлович Ткаченко; 1899 год, город Шпола — 4 февраля 1985 года, Шпола, Черкасская область, Украинская ССР) — председатель исполнительного комитета Шполянского районного Совета депутатов трудящихся Киевской области, Украинская ССР. Герой Социалистического Труда (1951). Член Центрального исполнительного комитета СССР.

## Биография
Родился в 1899 году в рабочей семье в городе Шпола. С 1916 года трудился рабочим на Шполянском сахарном заводе. В 1920-х годах служил в продовольственном отряде. В 1925 году вступил в ВКП(б). С 1930 года — председатель Матусевского сельского совета Черкасской области; председатель колхоза имени Ленина в селе Сигнаевка Шполянского района Киевской области. В 1936—1941 годах — председатель исполнительного комитета Шполянской районного совета депутатов трудящихся Киевской области.
Во время Великой Отечественной войны находился в эвакуации в Саратовской области.
В 1944—1957 годах — председатель исполнительного комитета Шполянской районного совета депутатов трудящихся Киевской (с 1954 года — Черкасской) области. Занимался развитие сельского хозяйства в Шполянском районе. Указом Президиума Верховного Совета СССР от 30 апреля 1951 года «за достижение в 1950 году высоких показателей на уборке и обмолоте зерновых культур» удостоен звания Героя Социалистического Труда с вручением ордена Ленина и золотой медали «Серп и Молот».
В 1957 году вышел на пенсию. Скончался в 1985 году в городе Шпола.
Награды
- Герой Социалистического Труда
- Орден Ленина
- Орден Трудового Красного Знамени — дважды (7.02.1939; 23.01.1948)
- Орден Отечественной войны 1 степени (1.02.1945)
- Почётная грамота Президиума Верховного Совета Украинской ССР